# روبرت إم. كورنر
روبرت إم. كورنر (بالإنجليزية: Robert M. Koerner)‏ هو أستاذ جامعي أمريكي، ولد في 2 ديسمبر 1933 في فيلادلفيا في الولايات المتحدة.